# Municipio de Mariel
Municipio de Mariel är en kommun i Kuba. Den ligger i provinsen Artemisa, i den västra delen av landet, 40 km väster om huvudstaden Havanna. Antalet invånare är 42 504. Arean är 269 kvadratkilometer.
Terrängen i Municipio de Mariel är platt.